# Heinz Velten
Heinz Velten (* 12. Februar 1935 in Wuppertal; † 12. Juni 2015 in Berlin) war ein deutscher Maler, Grafiker und Hochschullehrer.

## Leben und Wirken

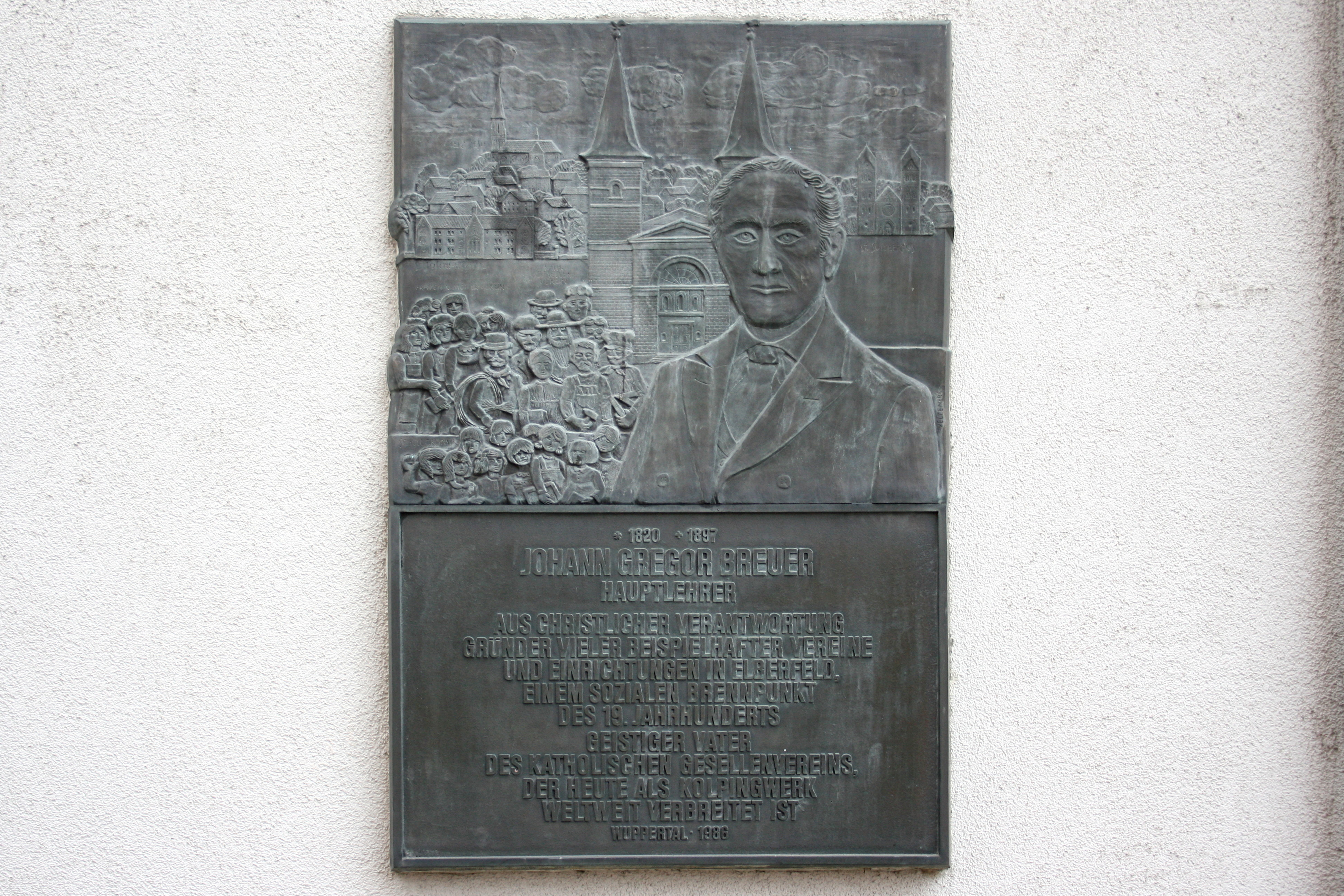
Gedenktafel für Johann Gregor Breuer

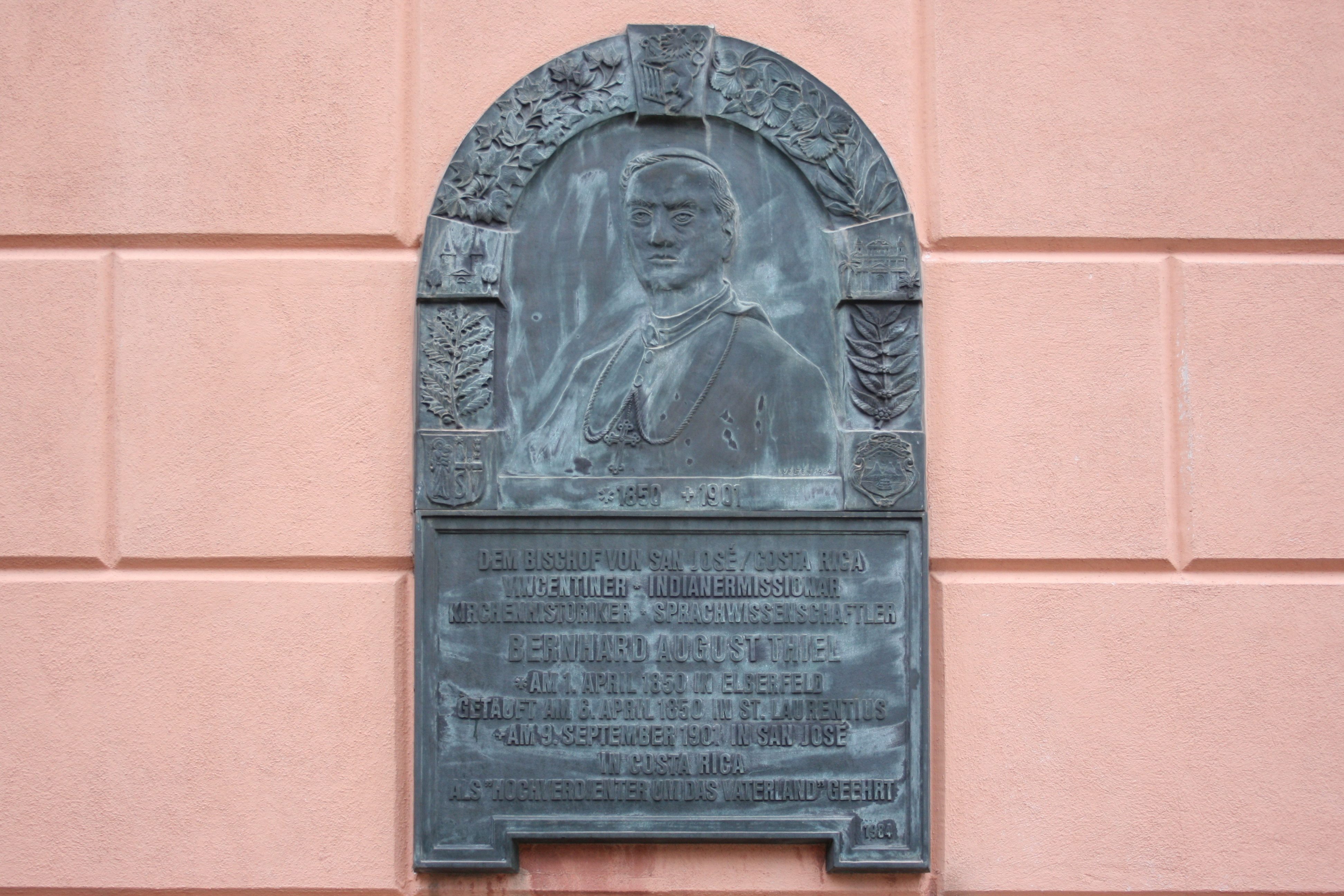
Gedenktafel für Bernhard August Thiel

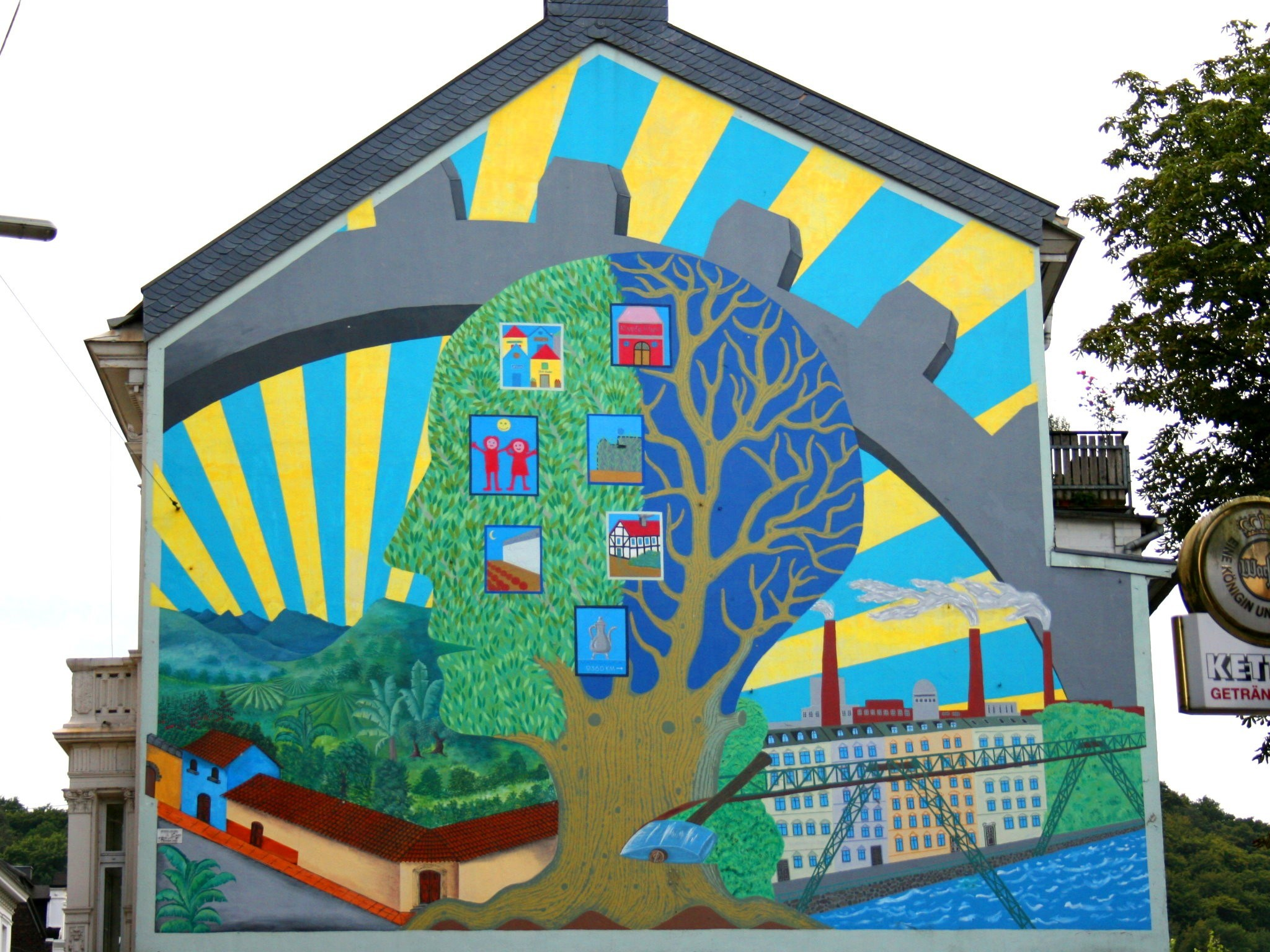
Giebelbemalung Simonsstraße 26

Velten, Sohn eines Malermeisters, besuchte 1941 bis 1952 die Schule bis zur Realschulreife. Anschließend machte er eine Lehre als Maler und Anstreicher und legte 1954 die Gesellenprüfung ab. An der Werkkunstschule in Wuppertal Unterbarmen, die heute Teil der Bergischen Universität Wuppertal ist, studierte Velten 1954 bis 1957 sechs Semester mit Abschlussprüfung bei Ernst Oberhoff. Im ersten Studienjahr errang er einen mit 4000 DM dotierten Wettbewerbspreis der Marburger Tapetenfabrik. Anschließend bis 1960 war er selbstständig in Wuppertal tätig und nahm öffentliche und kirchliche Aufträge an. Des Weiteren beteiligte er sich mit Entwürfen an Wettbewerben. Ab 1960 bis 1965 war er in Kirchhain bei Marburg bei der Marburger Tapetenfabrik als Entwerfer und Grafiker angestellt. Ab 1965 unterrichtete er als Kunsterzieher und Werklehrer wieder in Wuppertal an der Realschule Platzgrafenstraße in Elberfeld und später im Schulzentrum Süd, seitdem nahm er freischaffende Tätigkeiten im angewandten künstlerischen und grafischen Bereich auf und nahm auch kirchliche, öffentliche und private Aufträge an. 1969 bis 1974 war er Mitarbeiter, später stellvertretender Leiter der Jugendkunstschule Wuppertal (später umbenannt in Kreativschule Wuppertal), dessen Mitbegründer er auch war. Ebenso war er ab 1973 im Gründungsteam des Kommunikationszentrums Die börse tätig. Von 1972 bis 1975 hatte er einen Lehrauftrag für Malerei an der Gesamthochschule Wuppertal.
Velten war seit 1957 Mitglied des Bundesverbandes Bildender Künstlerinnen und Künstler (BBK) und lebte in Wuppertal-Elberfeld, er starb im Juni 2015 in Berlin-Lichtenberg. Heinz Velten hat eine Tochter Tania Velten und einen Sohn Till Velten.

## Werke (Auswahl)
- 1959: Metallplastiken mit Glasmosaik  an drei Fassaden der neuerbauten Kaufmännischen Unterrichtsanstalten Solingen
- 1960: Wandmalerei, lineares Sgraffito mit aufgesetzten Farben im Großen Saal Haus der Jugend in Wuppertal-Barmen (wurde 1986/87 aufgefrischt)
- 1960: In Kupfer getriebener Kirchturmhahn an der kath. Kirche Langerfeld
- 1960/63: Elisabeth von Thüringen und St. Michael, Natursteinmosaiken im Caritashaus in der Kolpingstraße, Wuppertal-Elberfeld
- 1965: Gekreuzigter Christus, Glasmosaik im Eingangsbereich des Caritashauses in Elberfeld
- 1965: Gedenkstein für Bernhard Letterhaus, Findling mit Bronzetafel in der Letterhaus-Siedlung
- 1966: Bronzereliefs, Bleiverglasung (Kreuzweg), Tabernakel, Ambo, Gestühl, Leuchter für die Kapelle des kath. Altenheims Laurentiusheim, Stockmannsmühle, Wuppertal-Elberfeld
- 1967/68: Bleiverglasung für den Neubau der kath. Kirche St. Joseph in Wuppertal-Ronsdorf
- 1980: St. Augustinus, Betonrelief im Eingangsbereich des Augustinusstiftes in Elberfeld
- 1984: Gedenktafel für Bernhard August Thiel (Bronzerelief) an der Westseite der St. Laurentius-Kirche in Wuppertal-Elberfeld
- 1985: Gedenktafel für Johann Gregor Breuer (Bronzerelief) am ehemaligen Kolpinghaus, jetzt Altenheim, in der der Laurentiusstraße in Wuppertal-Elberfeld
- 2000: Wandmalerei im Rahmen von Mural Global am Hause Simonsstraße 26 in Wuppertal, zusammen mit anderen Künstlern

## Ausstellungsbeteiligungen
- 1968: an der 22. Bergischen Kunstausstellung in Solingen
- 2003: Ausstellung „Fahnen gegen Rassismus“ in der Begegnungsstätte Alte Synagoge in Wuppertal
- 2003: Ausstellung 2=1 in Wipperfürth